# Dmitrij Kovaljov
Dmitrij Sergejevitj Kovaljov (ryska: Дмитрий Сергеевич Ковалёв), född 15 maj 1982 i Omsk, är en rysk tidigare handbollsspelare (högersexa). Han spelade 214 landskamper och gjorde 552 mål för Rysslands landslag.

## Klubbar
- SKIF Omsk
- Sungul Snezjinsk (1999–2003)
- GK Tjechovskije Medvedi (2003–2017)
- Spartak Moskva (2017–2020)